# Sondatge vesical
En el sondatge vesical (o cateterització vesical o sondatge/cateterització urinària), un tub de làtex, poliuretà o silicona conegut com a catèter o sonda urinària s'insereix a la bufeta a través de la uretra per permetre que l'orina dreni de la bufeta per a la seva recollida. També es pot utilitzar per injectar líquids utilitzats per al tractament o el diagnòstic d'afeccions de la bufeta. Una sonda pot estar col·locada durant llargs períodes (sonda permanent) o retirat després de cada ús (sondatge intermitent). Un metge, sovint una infermera, sol realitzar el procediment, però també és possible l'autosondatge (aquest últim en el cas de sondatge intermitent).
Alternativament, els homes poden utilitzar un col·lector urinari i comporta un menor risc d'infecció que una sonda permanent.

## Tipus de sonda
Les sondes tenen diversos dissenys bàsics:
- Una sonda de Foley (sonda urinari permanent) es manté mitjançant un globus a la punta que s'infla amb aigua estèril. Els globus solen venir en dues mides diferents: 5 cm3 i 30 cm3. Normalment, es fabriquen amb cautxú de silicona o cautxú natural.
- Una sonda intermitent/sonda de Nélaton és una sonda flexible que s'elimina després de cada ús. A diferència de la sonda de Foley, no té cap globus a la punta i, per tant, no pot romandre al seu lloc sense ajuda. Aquests poden ser no recoberts o recoberts (p. ex., recoberts hidròfils i llestos per utilitzar).
- Una sonda colzada, inclosa la sonda de Tiemann, està dissenyada amb una punta corbada que facilita el pas per la curvatura de la uretra prostàtica.[3]
- Una sonda d'hematúria és un tipus de sonda de Foley utilitzada per a l'hemostàsia post-RTU. Això és útil després de procediments quirúrgics endoscòpics o en el cas d'una hematúria important. Hi ha sondes d'hematúria de dues vies i de tres vies (contenen dos i tres tubs dins la mateixa sonda).[2]

Els diàmetres de la sonda es mesuren segons l'escala francesa (Fr o CH). Les mides més habituals van de la 10 CH (3,3 mm) a la 28 CH (9,3 mm). El metge selecciona una mida prou gran per permetre el flux lliure d'orina i prou gran per controlar la fuita d'orina al voltant de la sonda. Una mida més gran és necessària quan l'orina és espessa, amb sang o conté grans quantitats de sediment. Les sondes més grans, però, tenen més probabilitats de danyar la uretra. Algunes persones desenvolupen al·lèrgies o sensibilitats al làtex després de l'ús prolongat d'una sonda de làtex, per la qual cosa és necessari utilitzar un tipus de silicona o tefló.